# Erwin von Beckerath
Erwin Emil von Beckerath (* 31. Juli 1889 in Krefeld; † 23. November 1964 in Bad Godesberg) war ein deutscher Ökonom, der in Köln, Bonn und Basel Staats- und Wirtschaftswissenschaft lehrte. Er war Vetter des Ökonomen Herbert von Beckerath.

## Leben

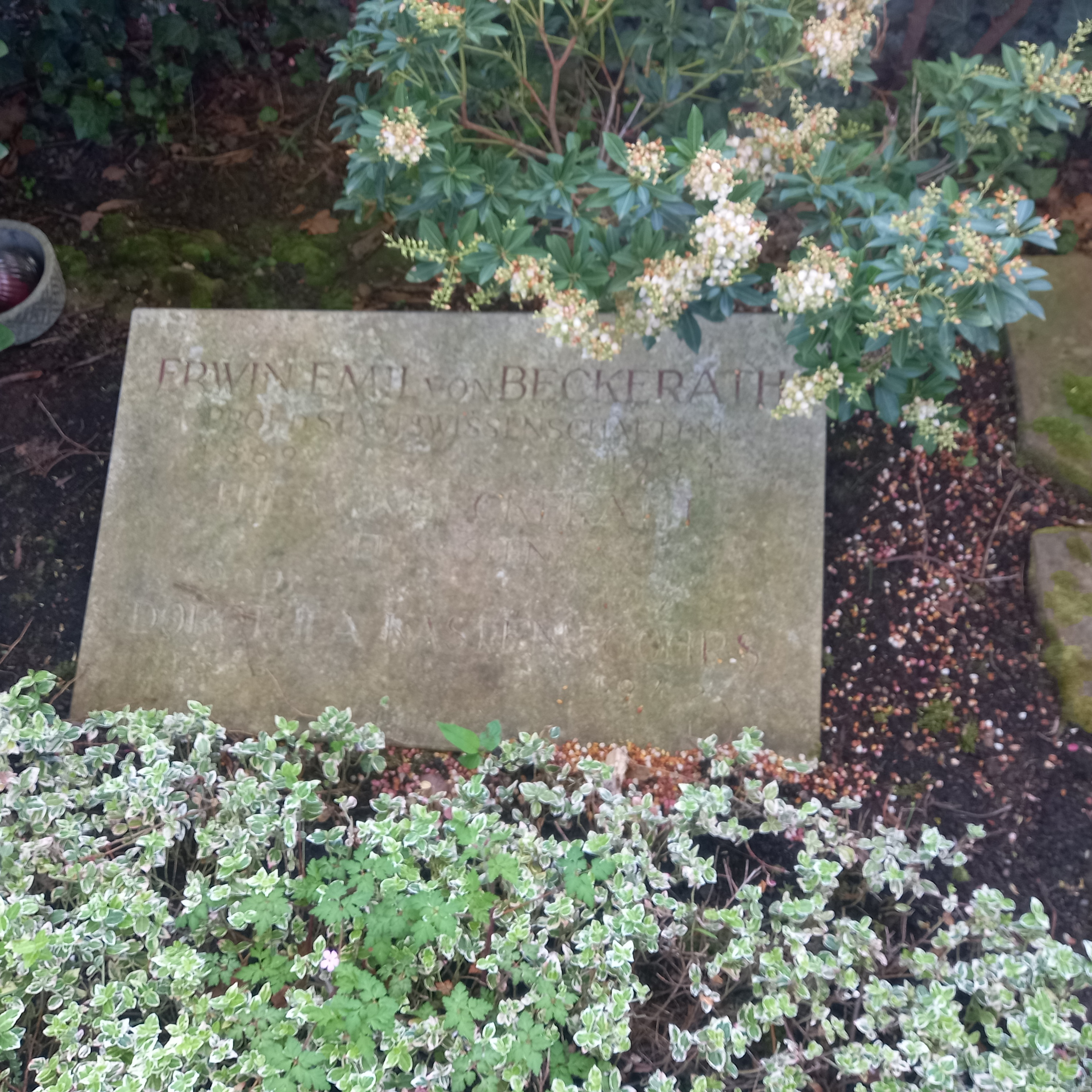
Das Grab von Erwin von Beckerath auf dem Rüngsdorfer Friedhof in Bonn

Beckerath besuchte das Gymnasium in seiner Geburtsstadt Krefeld und bestand dort 1908 das Abitur. Daraufhin studierte er Nationalökonomie, Geschichte und Philosophie in Freiburg i.Br., Göttingen und Berlin. An der dortigen Friedrich-Wilhelms-Universität wurde er 1912 promoviert. Anschließend war er als wissenschaftlicher Assistent für Nationalökonomie an der Universität Leipzig tätig, leistete 1915/16 Kriegsdienst und arbeitete danach als Assistent an der Handelskammer Bremen. 1918 habilitierte er sich an der Universität Leipzig, wo er für zwei weitere Jahre als Privatdozent für Nationalökonomie lehrte. 1920 ging Beckerath als a.o. Professor für Nationalökonomie (und damit zu diesem Zeitpunkt jüngster Professor für Nationalökonomie in Deutschland) an die Universität Rostock, 1922 als ordentlicher Professor für Wirtschaftliche Staatswissenschaften und Dekan für die Rechts- und Staatswissenschaftliche Fakultät an die Christian-Albrechts-Universität zu Kiel und wiederum zwei Jahre später als Professor für Nationalökonomie an die Universität zu Köln. Hier war er zudem von 1931 bis 1939 Direktor des Deutsch-Italienischen Kulturinstituts (Petrarca-Haus). 1939 wechselte er schließlich an die Rheinische-Friedrich-Wilhelms-Universität Bonn, wo er 1957 emeritiert wurde. Danach wirkte er noch bis 1964 als Lehrbeauftragter für Nationalökonomie an der Universität Basel.
Beckerath zählt nach Walter Eucken, Franz Böhm und Hans Großmann-Doerth zu den Vertretern des Ordo-Liberalismus. Zudem war Beckerath Mitglied der Klasse IV der Akademie für Deutsches Recht, die von Jens Jessen geleitet wurde und führte innerhalb dieser Klasse die Arbeitsgemeinschaft Volkswirtschaftslehre, die das Deutsche Reich im März 1943 als »nicht kriegswichtig« einstellte. Diese Arbeitsgemeinschaft fand ihre inoffizielle Fortsetzung unter der Bezeichnung »Arbeitsgemeinschaft Erwin von Beckerath«, die in der Historiographie auch als »Dritter Freiburger Kreis« bezeichnet wird. Seine Mitglieder standen mehr oder weniger deutlich der Bekennenden Kirche Dietrich Bonhoeffers nahe. Von 1948 bis zu seinem Tod 1964 war Beckerath Vorsitzender des Wissenschaftlichen Beirats beim Bundeswirtschaftsministerium, der in gewisser Hinsicht auch die Tradition der »Arbeitsgemeinschaft Erwin von Beckerath« fortsetzte; in dieser Funktion hat Erwin von Beckerath die Wirtschaftspolitik von Wirtschaftsminister Ludwig Erhard als „soziale Marktwirtschaft“ mitbestimmt.

## Auszeichnungen
- 1938: Komtur des Ordens des heiligen Jakob vom Schwert
- 1938: Ritter des Ordens der Krone von Italien
- 1954: Großes Verdienstkreuz des Verdienstordens der Bundesrepublik Deutschland
- 1964: Großes Verdienstkreuz mit Stern und Schulterband des Verdienstordens der Bundesrepublik Deutschland
- 1964: Ritter des portugiesischen Christus-Ordens von Santiago
- 1964: Ehrendoktorwürde, Universität zu Köln
- Vom Universitätsclub Bonn wurde ein Apartment des Internationalen Gästehauses nach Erwin von Beckerath benannt; hier hat Horst Albach die Patenschaft übernommen.

## Schriften

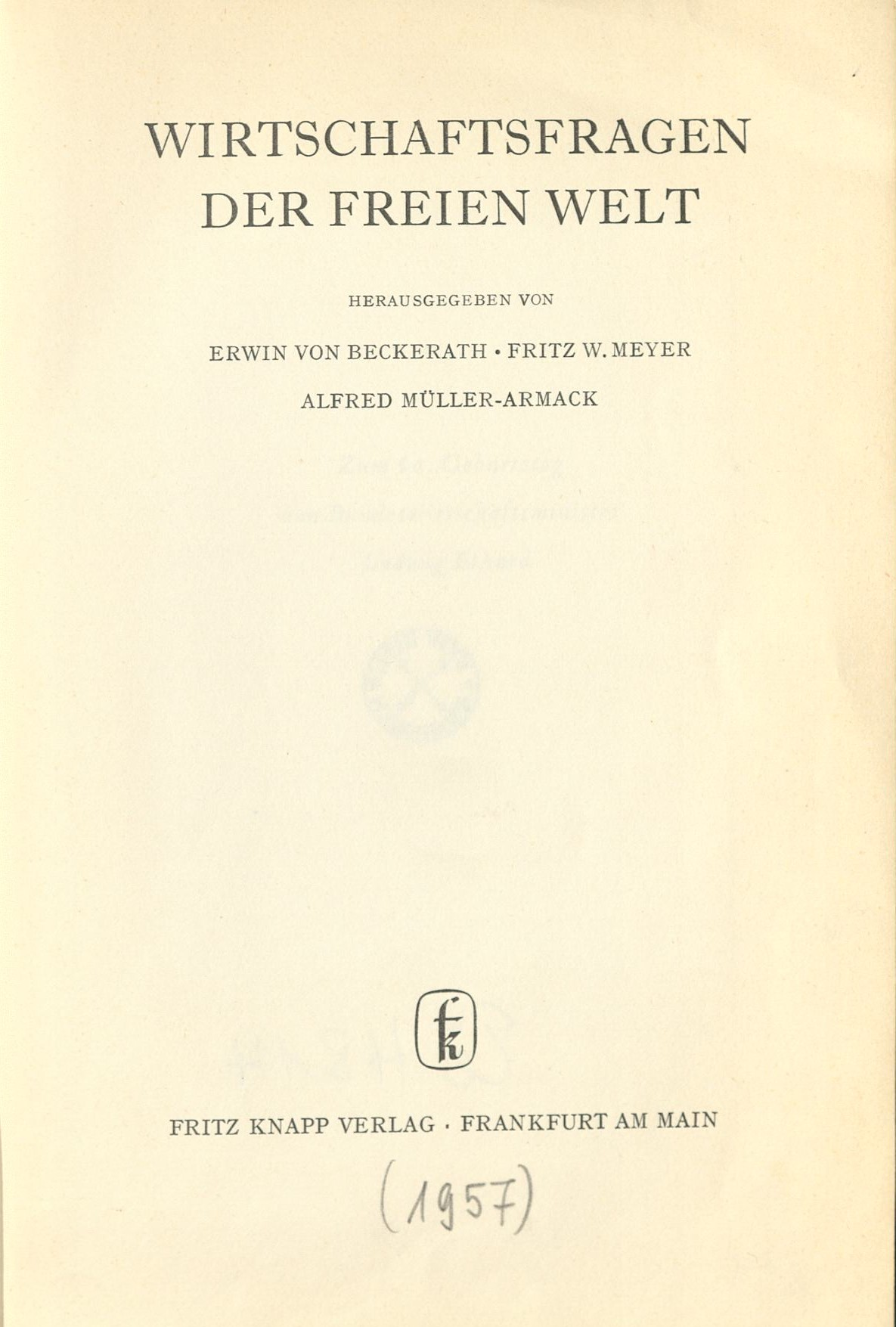
Festschrift für Ludwig Erhardt (1957)

- Die preußische Klassensteuer und die Geschichte ihrer Reform bis 1851 (= Staats- und sozialwissenschaftliche Forschungen. 163, ZDB-ID 550024-2). Duncker & Humblot, München u. a. 1912, (Zugleich: Berlin, Universität, Dissertation, 1912).
- Die Seehafenpolitik der Deutschen Eisenbahnen und die Rohstoffversorgung. Springer, Berlin 1918, (Leipzig, Universität, Habilitations-Schrift, 1918).
- Wesen und Werden des fascistischen Staates. Springer, Berlin 1927, (Unveränderter, reprografischer Nachdruck. Mit einem Vorwort zum Neudruck von Norbert Kloten. Wissenschaftliche Buchgesellschaft, Darmstadt 1979, ISBN 3-534-07087-9).
- Heinrich Dietzel als Nationalökonom und Soziologe (= Kriegsvorträge der Rheinischen Friedrich-Wilhelms-Universität Bonn am Rhein. Heft 135). Scheur, Bonn 1944.
- mit Josef Heinz Müller: Einführung in die Volkswirtschaftslehre (= Die Verwaltung. Band 3, Heft 52, ZDB-ID 2458103-3). Schlösser, Braunschweig 1951, (7., unveränderte Auflage. Verlag Neue Wirtschafts-Briefe, Herne u. a. 1971, ISBN 3-482-53067-X).
- als Herausgeber mit anderen: Handwörterbuch der Sozialwissenschaften. Stuttgart.
- als Herausgeber mit Fritz W. Meyer, Alfred Müller-Armack: Wirtschaftsfragen der freien Welt. Knapp, Frankfurt am Main 1957.
- Lynkeus. Gestalten und Probleme aus Wirtschaft und Politik. Mohr, Tübingen 1962.